# Bestedingsinflatie
Bestedingsinflatie of vraaginflatie is een algemene prijsstijging die zich voordoet als de geaggregeerde vraag naar goederen de op korte termijn niet te veranderen productiecapaciteit overtreft. De effectieve vraag is groter dan de economie op lange termijn kan leveren. Bestedingsinflatie hangt nauw samen met een situatie van hoogconjunctuur. Dit in tegenstelling tot kosteninflatie, waarbij doorberekening van gestegen kosten leidt tot een stijging van het algemene prijspeil. Dit kan in elke conjuncturele situatie voorkomen. 
Een toename van de geaggregeerde vraag naar goederen kan het gevolg zijn van een toename van de vraag door de particuliere sector. Zo kunnen de investeringen toenemen bij een verbetering van economische vooruitzichten, kan de uitvoer stijgen of kunnen de bestedingen door consumenten toenemen. Ook de overheid kan oorzaak zijn van een toename van de effectieve vraag als zij een expansief budgettair beleid voert (zie: bestedingspolitiek). Zo lang er sprake is van onderbesteding hoeft deze toename van de effectieve vraag niet te leiden tot bestedingsinflatie. Die ligt immers onder de productiecapaciteit. Dit gebeurt pas als de stijging van de conjunctuur leidt tot een situatie van overbesteding, de economie dreigt dan oververhit te raken.
De Europese Centrale Bank is de enige centrale bank die concreet heeft aangegeven dat het stabiel houden van de binnenwaarde van de eigen munt de belangrijkste doelstelling is: de jaarlijkse stijging van het algemeen prijspeil dient minder te zijn dan 2%. Bestedingsinflatie is de enige vorm van inflatie waarop een centrale bank invloed heeft. Door het manipuleren van de refirente (zie: monetaire politiek) wil men het niveau van de kredietverlening (geldschepping) door de algemene banken en daarmee de vraag naar goederen door het publiek beïnvloeden. 